# GNAI3
GNAI3, Guanin nukleotid-vezujući protein G(i), alfa-3 podjedinica, je protein koji je kod ljudi kodiran GNAI3 genom.Didsbury JR, Snyderman R (1987). „Molecular cloning of a new human G protein. Evidence for two Gi alpha-like protein families”. FEBS Lett. 219 (1): 259—63. PMID 3109953. doi:10.1016/0014-5793(87)81228-0.</ref>

## Interakcije
Za GNAI3 je bilo pokazano da ostvaruje interakcije sa RGS14, RIC8A, RGS18, S1PR1, RGS12, RGS16, RGS19, RGS10 i RGS5.

## Literatura
- Downes GB, Gautam N (2000). „The G protein subunit gene families.”. Genomics. 62 (3): 544—52. PMID 10644457. doi:10.1006/geno.1999.5992.
- Sidhu A, Niznik HB (2000). „Coupling of dopamine receptor subtypes to multiple and diverse G proteins.”. Int. J. Dev. Neurosci. 18 (7): 669—77. PMID 10978845. doi:10.1016/S0736-5748(00)00033-2.
- Jiang M, Pandey S, Tran VT, Fong HK (1991). „Guanine nucleotide-binding regulatory proteins in retinal pigment epithelial cells.”. Proc. Natl. Acad. Sci. U.S.A. 88 (9): 3907—11. PMC 51562 . PMID 1902575. doi:10.1073/pnas.88.9.3907.
- Carty DJ; Padrell E; Codina J;  . (1990). „Distinct guanine nucleotide binding and release properties of the three Gi proteins.”. J. Biol. Chem. 265 (11): 6268—73. PMID 2108158.
- Suki WN; Abramowitz J; Mattera R;  . (1987). „The human genome encodes at least three non-allellic G proteins with alpha i-type subunits.”. FEBS Lett. 220 (1): 187—92. PMID 2440724. doi:10.1016/0014-5793(87)80900-6.
- Codina J; Olate J; Abramowitz J;  . (1988). „Alpha i-3 cDNA encodes the alpha subunit of Gk, the stimulatory G protein of receptor-regulated K+ channels.”. J. Biol. Chem. 263 (14): 6746—50. PMID 2452165.
- Itoh H; Toyama R; Kozasa T;  . (1988). „Presence of three distinct molecular species of Gi protein alpha subunit. Structure of rat cDNAs and human genomic DNAs.”. J. Biol. Chem. 263 (14): 6656—64. PMID 2834384.
- Beals CR, Wilson CB, Perlmutter RM (1987). „A small multigene family encodes Gi signal-transduction proteins.”. Proc. Natl. Acad. Sci. U.S.A. 84 (22): 7886—90. PMC 299440 . PMID 3120178. doi:10.1073/pnas.84.22.7886.
- Kim SY; Ang SL; Bloch DB;  . (1988). „Identification of cDNA encoding an additional alpha subunit of a human GTP-binding protein: expression of three alpha i subtypes in human tissues and cell lines.”. Proc. Natl. Acad. Sci. U.S.A. 85 (12): 4153—7. PMC 280384 . PMID 3132707. doi:10.1073/pnas.85.12.4153.
- Migeon JC, Thomas SL, Nathanson NM (1995). „Differential coupling of m2 and m4 muscarinic receptors to inhibition of adenylyl cyclase by Gi alpha and G(o)alpha subunits.”. J. Biol. Chem. 270 (27): 16070—4. PMID 7608168. doi:10.1074/jbc.270.27.16070.
- Raymond JR, Olsen CL, Gettys TW (1993). „Cell-specific physical and functional coupling of human 5-HT1A receptors to inhibitory G protein alpha-subunits and lack of coupling to Gs alpha.”. Biochemistry. 32 (41): 11064—73. PMID 8218170. doi:10.1021/bi00092a016.
- Wu D, LaRosa GJ, Simon MI (1993). „G protein-coupled signal transduction pathways for interleukin-8.”. Science. 261 (5117): 101—3. PMID 8316840. doi:10.1126/science.8316840.
- Europe-Finner GN, Phaneuf S, Watson SP, López Bernal A (1993). „Identification and expression of G-proteins in human myometrium: up-regulation of G alpha s in pregnancy.”. Endocrinology. 132 (6): 2484—90. PMID 8504751. doi:10.1210/en.132.6.2484.
- De Vries L, Mousli M, Wurmser A, Farquhar MG (1996). „GAIP, a protein that specifically interacts with the trimeric G protein G alpha i3, is a member of a protein family with a highly conserved core domain.”. Proc. Natl. Acad. Sci. U.S.A. 92 (25): 11916—20. PMC 40514 . PMID 8524874. doi:10.1073/pnas.92.25.11916.
- Laugwitz KL; Allgeier A; Offermanns S;  . (1996). „The human thyrotropin receptor: a heptahelical receptor capable of stimulating members of all four G protein families.”. Proc. Natl. Acad. Sci. U.S.A. 93 (1): 116—20. PMC 40189 . PMID 8552586. doi:10.1073/pnas.93.1.116.
- Lee MJ, Evans M, Hla T (1996). „The inducible G protein-coupled receptor edg-1 signals via the G(i)/mitogen-activated protein kinase pathway.”. J. Biol. Chem. 271 (19): 11272—9. PMID 8626678. doi:10.1074/jbc.271.19.11272.
- Solomon KR, Rudd CE, Finberg RW (1996). „The association between glycosylphosphatidylinositol-anchored proteins and heterotrimeric G protein alpha subunits in lymphocytes.”. Proc. Natl. Acad. Sci. U.S.A. 93 (12): 6053—8. PMC 39187 . PMID 8650218. doi:10.1073/pnas.93.12.6053.
- Zhang J, Pratt RE (1996). „The AT2 receptor selectively associates with Gialpha2 and Gialpha3 in the rat fetus.”. J. Biol. Chem. 271 (25): 15026—33. PMID 8663053. doi:10.1074/jbc.271.25.15026.
- Hunt TW, Fields TA, Casey PJ, Peralta EG (1996). „RGS10 is a selective activator of G alpha i GTPase activity.”. Nature. 383 (6596): 175—7. PMID 8774883. doi:10.1038/383175a0.